# Проскурняк конопляний
Проскурняк конопляний, алтея коноплевидна і алтея нарбонська як Althaea narbonensis (Althaea cannabina) — вид рослин з родини мальвових (Malvaceae), поширений у Європі, Північній Африці, західній і середній Азії.

## Опис
Багаторічна волосиста рослина 50–150 см.

## Поширення
Поширений у Європі, Північній Африці, західній і середній Азії.
В Україні вид зростає на півдні Лісостепу, в Степу, в Криму.